# 陂头镇 (全南县)
陂头镇，是中华人民共和国江西省赣州市全南县下辖的一个乡镇级行政单位。

## 行政区划
陂头镇下辖以下地区：
长城社区、陂头村、星光村、潭口村、太和村、竹芫村、正河村、周布村、黄塘村、竹山村、张公碰村、岐山村和瑶山村。